# Nakskov-Rødby Jernbane
Nakskov-Rødby Jernbane (NRJ) var en dansk privatbane mellem Nakskov og Rødby 1926-53.

## Historie
Banen kom med i den store jernbanelov fra 1918 som lovens punkt 5 og var et af de kun 9 af denne lovs 42 projekter, der blev gennemført. Som lovens punkt 7 figurerede en bane fra Rødby til Nysted, som ikke blev anlagt.
Eneretsbevilling blev givet 21. januar 1919. Anlægsarbejdet startede 1923 og voldte især problemer ved Nakskov Indrefjord, hvor der var 10 m fra fjordbunden ned til fast grund. En mængde roebaner krydsede banen og det var nødvendigt at forlægge en del af dem for at mindske antallet af krydsninger i niveau. Hvor krydsninger ikke kunne undgås, blev der etableret bevogtning fra en station eller et signaldækket vagtskur, der var bemandet i roekampagnen.

## Strækningsdata
- Indviet: 29. marts 1926 (vognladningsgods ved entreprenørens foranstaltning allerede i 1925, regelmæssig godstrafik fra 5. januar 1926)
- Længde: 36,7 km
- Sporvidde: 1.435 mm
- Skinner: 24,39 kg/m
- Maks. stigning: 5 ‰
- Maks. hastighed: 60 km/t
- Nedlagt: 31. december 1953

## Standsningssteder
- Nakskov station i km 0,0 med remise – forbindelse med Nykøbing F og Nakskov-Kragenæs Jernbane.
- Vestenskov station i km 6,9.
- Hvidstensmark trinbræt i km 8,9 fra 1928.
- Kappel station i km 10,4.
- Munkeby station i km 12,5.
- Sønderstrand trinbræt i km 14,1 ved vejen til Vindeholme.
- Rudbjerggård trinbræt i km 15,5.
- Tillitse station i km 16,8.
- Dannemare station i km 19,3. Banens toglederstation.
- Græshave trinbræt fra 1928 i km 20,8.
- Gloslunde station i km 21,9.
- Bastegård trinbræt i km 24,1 fra 1928 ved bebyggelsen Alminde.
- Landet station i km 25,6.
- Askhøj station i km 28,8 i landsbyen Vejleby.
- Vester Tirsted station i km 31,1.
- Bukkehave holdeplads i km 33,6 havde banearbejderbolig med ventesal.
- Rødby station i km 36,7 med remise – forbindelse med Maribo-Rødbyhavn Jernbane.

### Bevarede stationsbygninger
Stationsbygningerne, der alle er bevaret, blev tegnet af arkitekt Einar Ørnsholt fra Nakskov.
- Vestenskov: Vestenskovvej 61
- Kappel: Sjunkebyvej 17
- Munkeby: Rolandsvej 10
- Tillitse: Kløngevej 2-4
- Dannemare: Stationsvej 18
- Gloslunde: Bådesgaardsvej 4
- Landet: Almindevej 15
- Askhøj: Vejlebyvej 24
- Vester Tirsted: Kildevej 10

## Driften
Banen havde i hele sin levetid driftsfællesskab med Lollandsbanen, som også varetog stationstjenesten på de to endestationer. Banen havde desuden overbanemester fælles med Kragenæsbanen og Maribo-Torrig Jernbane. Banen havde i hele sin levetid 2 diesellokomotiver, fra starten også et damplokomotiv, der kørte blandede person- og godstog samt roetog og blev udrangeret i 1952. Fra 1948 blev der anskaffet skinnebusmateriel. Banens vognpark bestod i 1926 af 5 personvogne, 2 bænkevogne, 1 rejsegodsvogn samt 10 lukkede og 20 åbne godsvogne. Der var i alt 376 pladser i personvognsmateriellet, og godsvognenes samlede lasteevne var 420 t.
Selvom banen tog en stor omvej via Vestenskov og Kappel var der 15-20 minutter sparet på rejsen mellem Nakskov og Rødby i forhold til at skifte i Maribo. Men persontrafikken var hæmmet af at banen gik gennem et udpræget landbrugsområde uden større byer og tæt ved Lollands sydkyst.
Persontrafikken nåede et højdepunkt i 1929 med 135.000 rejser, hvorefter det i 1930'erne faldt til ca. 55.000 rejser pr. år. Godstrafikken nåede et højdepunkt i 1928 med 20.000 t, hvorefter det i 1930'erne faldt til ca. 15.000 t pr. år.
Antal togkilometer toppede i 1932 med 180.000. Under besættelsen faldt det til omkring 40.000 om året, men togene har været godt læssede, for trafikken nåede nye højder i 1945 med 160.000 rejser og 23.000 t gods. Efter krigen blev godsmængden i løbet af få år halveret, Fra 1947-48 gav banen igen underskud ligesom i 1930'erne, og i de sidste 3 driftsår var underskuddet 160-170 tkr.

## Strækninger hvor banetracéet er bevaret
Et kort stykke af banens spor er bevaret fordi Nakskov Havnebane grenede fra det, og den var i brug helt til 2004. Ellers er kun ½ km af banens tracé bevaret.
- Rødby-sporet grener fra udenfor Nakskov Station
- Nakskov havnebane th. grener fra Rødby-sporet
- Rødby-sporet slutter ved Falckvænget
- Banesti fra Rødbyvej over Nakskov Indrefjord
- Broen over Nakskov Indrefjord